# Хасан, Башар
Башар Хасан (баш. Бәшәр Хәсән; полное имя — Башар Хасанович Хасанов; 1901—1938) — советский башкирский писатель, переводчик, редактор.

## Биография
Родился в 1901 году в деревне Утекаево (Бурзян) Николаевского уезда Самарской губернии (ныне Большечерниговский район Самарской области) в бедной крестьянской семье. По национальности башкир. Учился в деревенском медресе. Принимал участие в Гражданской войне на стороне большевиков. Сражался в составе дивизии В. И. Чапаева. Участвовал в боях за Кронштадт и Крым. После окончания войны работал в Самаре в органах милиции, посещал различные курсы. В 1928 году переехал в Уфу. Работал агентом в Наркомате финансов, позднее — переводчиком и редактором в Башкирском книжном издательстве. Параллельно занимался писательской деятельностью.
Арестован 30 апреля 1938 года. Приговорён к 5 годам лишения свободы за контрреволюционную деятельность (статьи 58-2, 58-10, 58-11). Реабилитирован 15 октября 1956 года.

## Творчество

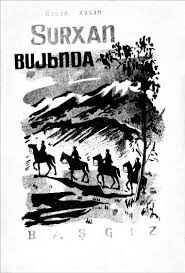
Обложка книги «На Сурхане»

Свой первый сборник рассказов «Перекоп» Башар Хасан издал в 1931 году. До своего ареста и гибели успел опубликовать ещё две книги: «Дала ялҡыны» («Пламя в степи», 1933) и «Сурхан буйында» («На Сурхане», 1935). В этих сборниках рассказов автор описывает Гражданскую войну и солдатскую жизнь. Он обрисовывает события того времени в ярких художественных образах, что особенно заметно в повести «Пламя в степи». Как отмечается в издании «Писатели земли башкирской», во многих его произведениях «проводится идея преданности социалистической революции, решительности, готовности, пожертвовать собой ради победы Советской власти».
В 1959 году, после посмертной реабилитации писателя, был издан сборник его избранных трудов с предисловием Баязита Бикбая.

## Сочинения
- Перекоп. — Өфө: Башҡортостан дәүләт нәшриәте, 1931.
- Дала ялҡыны. — Өфө: Башҡортостан дәүләт нәшриәте, 1933.
- Сурхан буйында. — Өфө: Башҡортостан дәүләт нәшриәте, 1935. — 37 бит. (онлайн версия)